# Gestreifter Grasbär

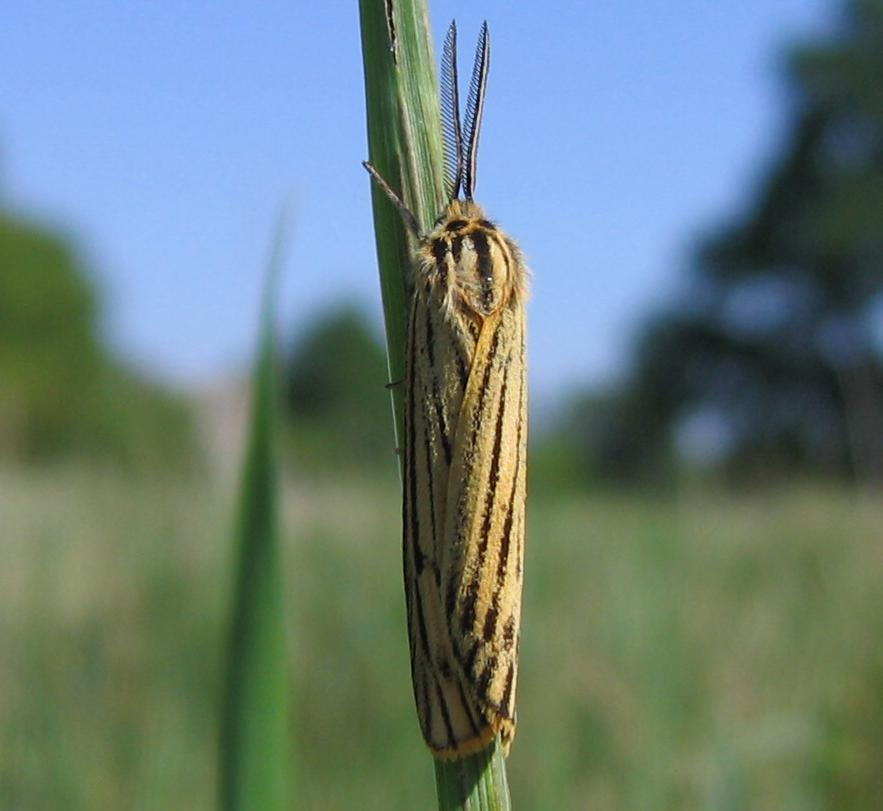
Gestreifter Grasbär (Spiris striata), Männchen, in Ruheposition

Der Gestreifte Grasbär oder Streifenbär (Spiris striata) ist ein Schmetterling (Nachtfalter) aus der Unterfamilie der Bärenspinner (Arctiinae).

## Beschreibung
Die Falter besitzen eine Flügelspannweite von 30 bis 35 Millimetern. Sie haben sehr schmale, gelbe oder hellgelbe, ins Weiße gehende Vorderflügel, die beim Männchen dunkelbraun gestreift sind. Bei den Weibchen kann die Streifung fast fehlen bzw. auf die äußeren Teile der Vorderflügel beschränkt sein. Die ebenfalls gelben, aber dunkleren Hinterflügel sind deutlich breiter und haben einen dunklen Rand an der Außenseite. Es gibt auch Tiere mit komplett dunklen Hinterflügeln. Die Fühler der Männchen sind im Gegensatz zu jenen der Weibchen gefiedert.
Die gelblich-glänzenden Eier sind an der Basis abgeflacht und weisen am oberen Ende einen dunklen Fleck auf.
Die Raupen sind schwarz, haben auf der Seite helle Flecken und entlang des Rückens rotbraune Punkte. Sie sind schwarz behaart. Die rotbraune Puppe ist am Hinterende gerundet mit einigen kleinen Borsten.

## Lebensweise
Die Falter rollen in ihrer Ruheposition die Flügel um den Körper und wirken dadurch wesentlich kleiner. Sie sind tagaktiv und lassen sich am späten Nachmittag aufscheuchen, setzen sich aber nach kurzen Flügen wieder auf Gräsern nieder.

### Flug- und Raupenzeiten
Die Art fliegt in ein oder zwei Generationen. Vor allem in Mittel- und Nordeuropa wird im Allgemeinen nur eine Generation gebildet, in Südeuropa eine schwächere zweite Generation. Die erste Generation kann schon ab Mai und dann bis in den August hinein fliegen. Wird eine zweite Generation gebildet, fliegt diese von August bis September.

### Nahrung
Die Raupen fressen überwiegend horstige Gräser und niedere Kräuter wie z. B.:
- Silbergras (Corynephorus spec.)
- Schwingel (Festuca spec.)
- Besenheide (Calluna spec.)
- Wiesensalbei (Salvia pratensis)
- Habichtskraut (Hieracium spec.)
- Beifuß (Artemisia spec.)

Sie sind am Nachmittag in den oberen Bereichen der Pflanzen zu finden, sonnen sich aber auch auf dem Boden oder auf Ästen. Sie fressen erst nach Einbruch der Dämmerung.

### Entwicklung
Die Raupen schlüpfen im August. Nach der Überwinterung sind sie schon zeitig im Frühling aktiv und verpuppen sich im Mai/Juni in einem weißgrünen Gespinst am Boden zwischen den Blättern der Futterpflanze. Noch im selben Monat schlüpfen die Falter.

## Vorkommen
Die Tiere kommen in ganz Europa vor. Das Verbreitungsgebiet erstreckt sich über Kleinasien, Syrien bis in den Iran. In Osteuropa (nördlich von Schwarzem und Kaspischem Meer) über Kasachstan bis in die Mongolei, Nordchina und den Fernen Osten Russlands. Die Tiere bevorzugen besonders sonnige, sandige und offene Gegenden, die mit Gras und krautigen Pflanzen bewachsen sind, selten auch auf Kalkmagerrasen. Sie sind deshalb nur regional anzutreffen, wo die Lebensbedingungen zutreffend sind. Dann sind sie aber oft nicht selten. Die vertikale Verbreitung reicht von der Ebene bis in die Mittelgebirge.

## Systematik
Die Benennung der Art ist nicht einheitlich. Die Fauna Europaea (s. u. Weblinks) listet die Art unter der Gattung Coscinia, da diese Gattung ein älteres Synonym von Spiris sein soll. Diese Ansicht wird anscheinend nicht von allen Experten geteilt, wie die diversen anderen Quellen (Weblinks und Literatur) zeigen.